# Rajko Lesjak
Rajko Lesjak, slovenski sindikalist, * ?.

## Odlikovanja in nagrade
Leta 2000 je prejel častni znak svobode Republike Slovenije z naslednjo utemeljitvijo: »za osebni prispevek v dobro delavcev«.